# Piracicaba
Piracicaba − miasto w południowo-wschodniej Brazylii, w stanie São Paulo, nad rzeką Piracicaba (dorzecze Parany), zamieszkiwane przez ok. 355 tys. mieszkańców.

## Sport
W mieście ma siedzibę klub piłkarski EC XV de Piracicaba.

## Współpraca
- Seongnam, Korea Południowa

## Religia
Chrześcijaństwo jest obecne w mieście w następujący sposób:

### Kościół Katolicki
Kościół katolicki w gminie jest częścią Diecezja Piracicaba.

### Kościół Protestancki
W mieście obecne są najróżniejsze wyznania ewangeliczne, głównie zielonoświątkowe, w tym m.in. Zbory Boże Brazylii (największy kościół ewangelicki w kraju), Zbór Brazylii lub Kongregacja Chrześcijan. Te nominały rosną coraz bardziej w całej Brazylii.